# 愛知教育大学附属名古屋小学校
愛知教育大学附属名古屋小学校（あいちきょういくだいがくふぞく なごやしょうがっこう, 英語訳:Nagoya Primary School affiliated to Aichi University of Education）は、愛知県名古屋市東区大幸南にある愛知教育大学教育学部附属の国立小学校。略称は「附小」。

## 概要

### 歴史
小学校は1875年（明治8年）に開校した「教員養成附属小学校」を前身とする。数回の改称を経て1966年（昭和41年）に現校名となった。数回の改称を経て、小学校と同じく1966年（昭和41年）に現校名となった。小学校は2010年（平成22年）に創立135周年を迎えた。

### 校地
附属小学校と附属中学校は隣接しており、住所が同じである。また附属幼稚園も隣接しており、住所を同じくしている。

## 沿革

### 小学校
- 1875年（明治8年）9月 - 「愛知県養成学校附属小学校」が久屋町に創立される。
- 1876年（明治9年）8月 - 「愛知県師範学校附属小学校」と改称。
- 1899年（明治32年）4月1日 - 「愛知県第一師範学校附属小学校」と改称。
- 1903年（明治45年）4月1日 - 女子師範学校の独立[2]により、榎尋常高等小学校（現在の名古屋市立榎小学校）を愛知県女子師範学校の代用附属小学校とする。

（「愛知県第一師範学校附属小学校」・「愛知県女子師範学校附属小学校（代用）」）
- 1918年（大正7年）4月 - 東吉野町の本校に西二葉町の分教場を合併。
- 1923年（大正12年）4月 - 榎尋常高等小学校の代用附属小学校を解除し、「愛知県女子師範学校附属小学校」が押切町に創立される。

（「愛知県第一師範学校附属小学校」・「愛知県女子師範学校附属小学校」）
- 1941年（昭和16年）4月1日 - 国民学校令により、小学校が国民学校に改称。

（「愛知県第一師範学校附属国民学校」・「愛知県女子師範学校附属国民学校」）
- 1943年（昭和18年）4月1日 - 師範学校の統合[3]が行われる。

（「愛知第一師範学校男子部附属国民学校」・「愛知第一師範学校女子部附属国民学校」に改称）
- 1944年（昭和19年）3年生～６年生140名が蒲郡町の安楽寺へ集団疎開[4]。
- 1945年（昭和20年）5月14日の名古屋大空襲で愛知第一師範学校女子部と愛知第一師範学校女子部附属国民学校が焼失[5][6]。
- 1946年（昭和21年）4月1日 - 女子部附属国民学校を春日井市へ移転[7]。
- 1947年（昭和22年）4月1日 - 学制改革（六・三制の実施）が行われる。
  - 旧・附属国民学校の初等科が改組され、「愛知第一師範学校男子部附属小学校」・「愛知第一師範学校女子部附属小学校」[8]に改称。
  - 旧・附属国民学校の高等科が改組され、「愛知第一師範学校男子部附属中学校」・「愛知第一師範学校女子部附属中学校」[9]（新制中学校）を併設。
- 1948年（昭和23年）4月1日愛知第一師範学校男子部附属中学校と愛知第一師範学校女子部附属中学校が合併し、「愛知第一師範学校附属中学校」が発足[10]。
- 1949年（昭和24年）5月31日 - 新制大学愛知学芸大学の発足により、師範学校が大学に包括される。
  - 「愛知学芸大学愛知第一師範学校附属名古屋小学校」・「愛知学芸大学愛知第一師範学校附属春日井小学校」[11]に改称。
- 1951年（昭和26年）4月1日 - 師範学校の廃止により、「愛知学芸大学附属名古屋小学校」、「愛知学芸大学附属春日井小学校」と改称。
- 1952年（昭和27年）4月 - 附属名古屋小学校を東区大幸町の愛知学芸大学名古屋分校内に移転。
- 1953年（昭和28年）5月 - 附属名古屋小学校と附属春日井小学校を統合し、「愛知学芸大学附属名古屋小学校」と改称。 
  - 愛知学芸大学名古屋分校の東隣に新校舎が完成。
- 1961年（昭和36年）4月 - 校歌「ぼくもわたしも」を制定。
- 1966年（昭和41年）
  - 2月2日 - 北校舎が焼失する[12]。
  - 4月1日 - 大学の改称により、「愛知教育大学附属名古屋小学校」（現校名）に改称。
- 1974年（昭和49年）11月 - 開学100年祭を実施。
- 1982年（昭和57年）4月 - 帰国子女学級を創設。
- 1992年（平成4年）4月 - 生活科実習園が完成。
- 1999年（平成11年）9月 - 太陽光発電システムが完成。
- 2002年（平成14年）5月 - 晋州教育大学附設初等学校との国際交流に関する協定に調印。
- 2004年（平成16年）4月1日 - 国立大学法人化。
- 2009年（平成21年）6月 - 「矢田・砂田橋さわやかスクールロード（Sawayaka School Road）」[13]が発足。
- 2014年（平成26年）創立140周年。
- 2024年（令和6年）  創立150周年。

### 中学校
詳細は愛知教育大学附属名古屋中学校#沿革を参照。
- 1947年（昭和22年）4月1日 - 学制改革（六・三制の実施）が行われる。
  - 旧・附属国民学校の初等科が改組され、「愛知第一師範学校男子部附属小学校」・「愛知第一師範学校女子部附属小学校」[14]に改称。
  - 旧・附属国民学校の高等科が改組され、「愛知第一師範学校男子部附属中学校」・「愛知第一師範学校女子部附属中学校」[15]（新制中学校）を併設。
- 1948年（昭和23年）4月1日愛知第一師範学校男子部附属中学校と愛知第一師範学校女子部附属中学校が合併し、「愛知第一師範学校附属中学校」が発足[10]。
- 1949年（昭和24年）5月31日 - 新制大学愛知学芸大学の発足により、師範学校が大学に包括される。
  - 「愛知学芸大学愛知第一師範学校附属名古屋中学校」・「愛知学芸大学愛知第一師範学校附属春日井中学校」に改称。
- 1951年（昭和26年）4月1日 - 師範学校の廃止により、「愛知学芸大学附属名古屋中学校」、「愛知学芸大学附属春日井中学校」と改称。
- 1953年（昭和28年）5月 - 附属名古屋中学校と附属春日井中学校を統合し、「愛知学芸大学附属名古屋中学校」と改称。
- 1966年（昭和41年）4月1日 - 大学の改称により、「愛知教育大学附属名古屋中学校」（現校名）に改称。
- 2004年（平成16年）4月1日 - 国立大学法人化。

## 行事

### 写生会
1年生〜3年生は校内のものを題材にし、4年生〜6年生は東山動植物園のものを題材に絵を描く。
後日、全校児童の絵画が体育館に展示され鑑賞会が行われる。
2015年（平成27年）頃に廃止された。

### 附小っ子祭り
クラスごとに出し物を出し合うイベント。

### 山の生活
5年生がキャンプファイヤーや飯ごう炊さんを行う。郡上ヴァカンス村ホテル（旧・郡上高原ホテル）。

### 運動会
紅組と白組に分かれて、様々な競技を行う。「各学年ごとのかけっこ＋各学年ごとの競技＋各学年ごとのダンス」と最終競技の大玉送りがある。

### 古都の旅
6年生が修学旅行で京都・奈良を訪れる。
2泊3日で、1日目がグループ別の京都観光・体験実習、2日目が全体で京都・奈良観光、3日目がグループ別の奈良観光である。

### スポーツレクリエーション
各学年ごとに、ドッジボール・短距離走・リレーなどの競技を行う行事。

### お別れ音楽会
各学年が劇を交えた合唱を行う行事。
6年生は、附小オリジナルの「卒業讃歌」を歌うことが定番となっている。全体合唱では「みんなみんな友達さ(附小オリジナル)」「友達になるために」が歌われる。
過去には、日本特殊陶業市民会館 フォレストホール（名古屋市民会館：大ホール（旧・中京大学文化市民会館 オーロラホール））で行われていた。

### 卒業式
卒業証書授与式　校長から一人ひとりに卒業証書が手渡される。
別れの歌（5年生）は「また会う日まで」、卒業の歌（6年生）は「はばたこう明日へ」が歌われる。
卒業生退場の際は、卒業生がお別れ音楽会で歌った「卒業讃歌」が流される。

### なかよしグループの会
1年生から6年生までがランダムに振り分けられ、振り分けられたグループでミニゲームなどをやって全学年との交流をする行事。前期は6年生、後期は5年生が運営を行う。

### ニコニコ会食会
現在行って無い

### 親子行事・季節の行事
学年によっては、親子で参加する行事や七夕・ハロウィン・クリスマスといった季節の行事が行われる。

### 社会見学
トヨタ自動車の工場見学、瀬戸焼の見学、中日新聞社の見学、ゴミ処理工場・愛岐処分場の見学、化石採掘など。

### クラブ活動
4年生から始まる。授業時間を使い児童が中心となってリクリエーションを行う。

### 委員会活動
5年生から始まる。学校の各業務を行う。授業時間を使って今後の方針などを児童が中心となって決める。

### おおさち
全校児童が描いた詩が掲載された詩集
詩集の名前は、学校の所在地である大幸（だいこう）から取られている。
2013年（平成25年）をもってこの詩集は廃止された（バックナンバーは図書室で見ることが可能である）。

## 校舎
2007年（平成19年）度に北舎の耐震改修工事が行われた。
2013年（平成25年）度に体育館・特舎の耐震改修工事が行われた。

## アクセス

### 最寄りの鉄道駅
- 砂田橋駅
  - 名古屋市営地下鉄（名古屋市交通局）名城線
  - 名古屋ガイドウェイバスガイドウェイバス志段味線（ゆとりーとライン）

### 最寄りのバス停
- 名古屋市営バス（名古屋市交通局）「砂田橋」・「名大大幸医療センター」バス停

### 最寄りの道路
- 愛知県道30号関田名古屋線「砂田橋」交差点

## 関係者

### 出身者
- 豊田喜一郎（愛知県師範学校附属小学校）
- 豊田章一郎（愛知県第一師範学校附属小学校 / 中退）
- 豊田章男 (愛知教育大学附属名古屋小学校)
- 盛田昭夫（愛知県第一師範学校附属小学校）

### 教職員
- 秋山好古（元教員、陸軍軍人）

## 周辺

### 矢田・砂田橋さわやかスクールロード（SSR）[13]加盟校
- 愛知教育大学附属幼稚園・愛知教育大学附属名古屋中学校
- 名古屋市立矢田小学校
- 名古屋市立砂田橋小学校
- 名古屋市立矢田中学校
- （私立）名古屋学院名古屋中学校・高等学校
- （私立）至学館高等学校

### その他
- 名古屋大学大幸キャンパス（医学部保健学科）・名古屋大学大幸医療センター
- ナゴヤドーム
- 鍋屋上野浄水場
- 三菱電機名古屋製作所

## 関連事項
- 愛知県小学校一覧
- 愛知教育大学（刈谷市）
  - 附属幼稚園 ・附属名古屋中学校（名古屋市）
  - 附属岡崎小学校・附属岡崎中学校・附属特別支援学校（岡崎市）
  - 附属高等学校（刈谷市）